# Michael Schneider (Grafiker)
Michael Schneider (* 4. Juni 1967 in Innsbruck) ist österreichischer Druckgrafiker.

## Leben
Nach der Matura in Landeck studierte Schneider von 1987 bis 1991 Druckgrafik an der Wiener Akademie der bildenden Künste bei Maximilian Melcher. Von 1993 bis 1997 studierte er als Monbusho-Stipendiat an der Tokyo National University of Fine Arts and Music (Tokyo Kokuritsu Geijutsu Daigaku) bei Tetsuya Noda. Schneider spezialisierte sich auf Holzschnitt, in dem er aus asiatischer und europäischer Tradition schöpft. Er gilt als Pionier des Polymerdrucks und der ungiftigen Druckgrafik in Österreich.
Seit 2005 erweitert er die Druckgraphik gemeinsam mit den Musikern Barbara Romen und Gunter Schneider in Richtung Musik und Performance. Druckgrafik als künstlerischer Ausdruck mit der Intention zur Publikation, wird dabei in einem synästhetischen Prozess zur Musik, die vervielfältigte Aufnahme dieses Prozesses zur Druckgrafik.
Als einziger Europäer war er 2004/2005 in der Ausstellung 100 Jahre japanischer Holzschnitt im Nagoya City Art Museum vertreten.
Schneider war 2005 und 2011 Gastprofessor an der Webster University St. Louis. Von 2007 bis 2011 war er Junior Research Professor an der Webster University Vienna, von 2007 bis 2015 Senior Artist an der Universität für angewandte Kunst Wien. Seit 2015 leitet er die Druckgrafik Abteilung 1 an der Tokyo University of the Arts (東京藝術大学 "Tōkyō Geijutsu Daigaku").
Michael Schneider lebt und arbeitet in Tokio, Wien und Landeck.

## Anerkennungen
- 1991 Preis der Freunde der Akademie der bildenden Künste Wien
- 1992 Kulturpreis der Stadt Landeck
- 1993 Anerkennungspreis  beim 23. Österreichischen Graphikwettbewerb
- 1995 Ankaufspreis des International Museum for Graphic Arts in Tokio
- 1996 Preis der Asahi Art Foundation in Tokio
- 2000 Ankaufspreis anlässlich des Wettbewerbes Holzschnitt heute der Kreissparkasse Ludwigsburg
- 2004 Das Dynamische Archiv, 1. Preis des Wettbewerbes für die Nordwandgestaltung des Altersheimes in Landeck
- 2005 Theodor-Körner-Preis für sein Forschungsprojekt Polymerdruck und Computer unterstützte Druckgraphik

## Einzelausstellungen
- 1996 National Picture Gallery. Ankara, Österreichisches Kulturforum. Istanbul
- 1997 Staatsgalerie. Istanbul, rekonstruktionen. inn-galerie. Kufstein
- 1998 rekonstruktionen. Tiroler Kunstpavillon. Innsbruck. (Katalog)
- 1999 Kupferstichkabinett der Akademie der bildenden Künste Wien. Kuratiert von Dr. Monika Knofler. Wien (Katalog)
- 2000 Die Kleine Galerie. Wien, Galerie Theodor von Hörmann. Imst
- 2001 School of the Museum of Fine Arts. Boston/USA,
- 2002 Karmeliter Kirche. Wiener Neustadt
- 2003 Die Kleine Galerie. Wien, Galerie Yoseido. Tokio (Katalog)
- 2004 Galerie APA. Nagoya, Schloss-Galerie-Museum. Landeck (Katalog)
- 2005 Gegen den Strich. Dengel Galerie. Reutte, Impression – Rekonstruktion. Österreichisches Kulturforum. Istanbul, Unentschlüsselte Tafeln & Polymerdruck. Galerie 22a. Innsbruck
- 2006 Offizin für Druckgraphik. Wien
- 2007 Galerie Shun. Nagoya

## Kunst im öffentlichen Raum
2010 Gestaltung der U-Bahn-Station Johnstraße der Linie U3 in Wien

## Performances
- 1996 unentschlüsselte tafel – Musik-Performance in Zusammenarbeit mit dem Tiroler Ensemble für Neue Musik anlässlich von Art Austria 1000 in Fujino / Japan
- 2005 Klopfzeichen I – mit Barbara Romen (Hackbrett) und Gunter Schneider (Gitarren), Osterfestival, Hall i.T.;
- 2006 Klopfzeichen III x III – mit Seiichiro Miida, Teruo Isomi, Barbara Romen (Hackbrett), Gunter Schneider (Gitarren) und Masayuki Yasuhara (Theremin). Innsbruck und Zwettl/NÖ;  Klopfzeichen II – mit Gunter Schneider (Gitarren). Klagenfurt;
- 2007 Klopfzeichen Nagoya – Musik-Performance mit Maiko Segawa und Seiichiro Miida, Barbara Romen (Hackbrett), Gunter Schneider (Gitarren) und Masayuki Yasuhara (Theremin), Galerie Shun. Klopfzeichen Tokyo – mit Miadera Raita und Seiichiro Miida, Barbara Romen (Hackbrett), Gunter Schneider (Gitarren) Loopline Tokyo;

## Galerie

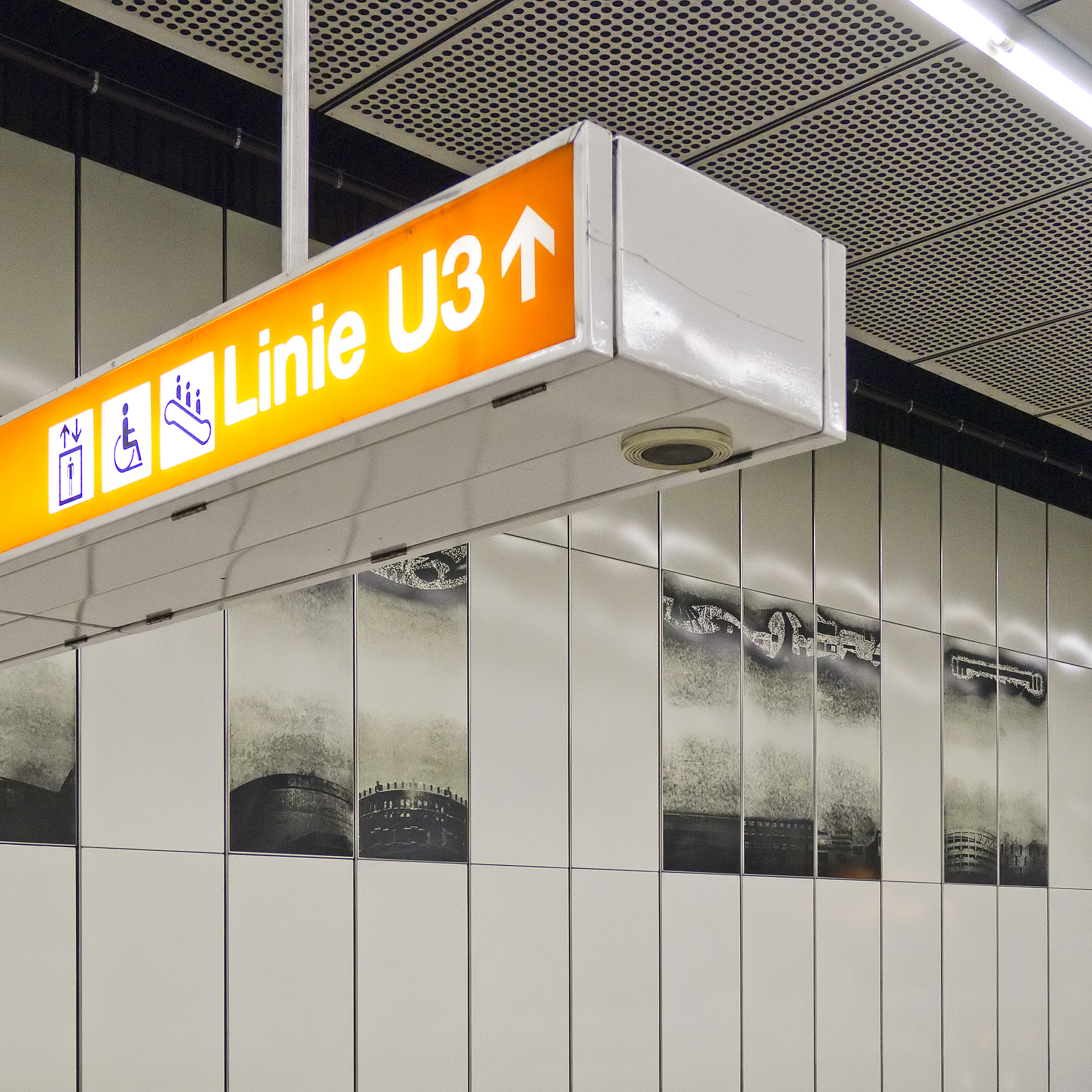
Station Johnstraße, Zwischengeschoß
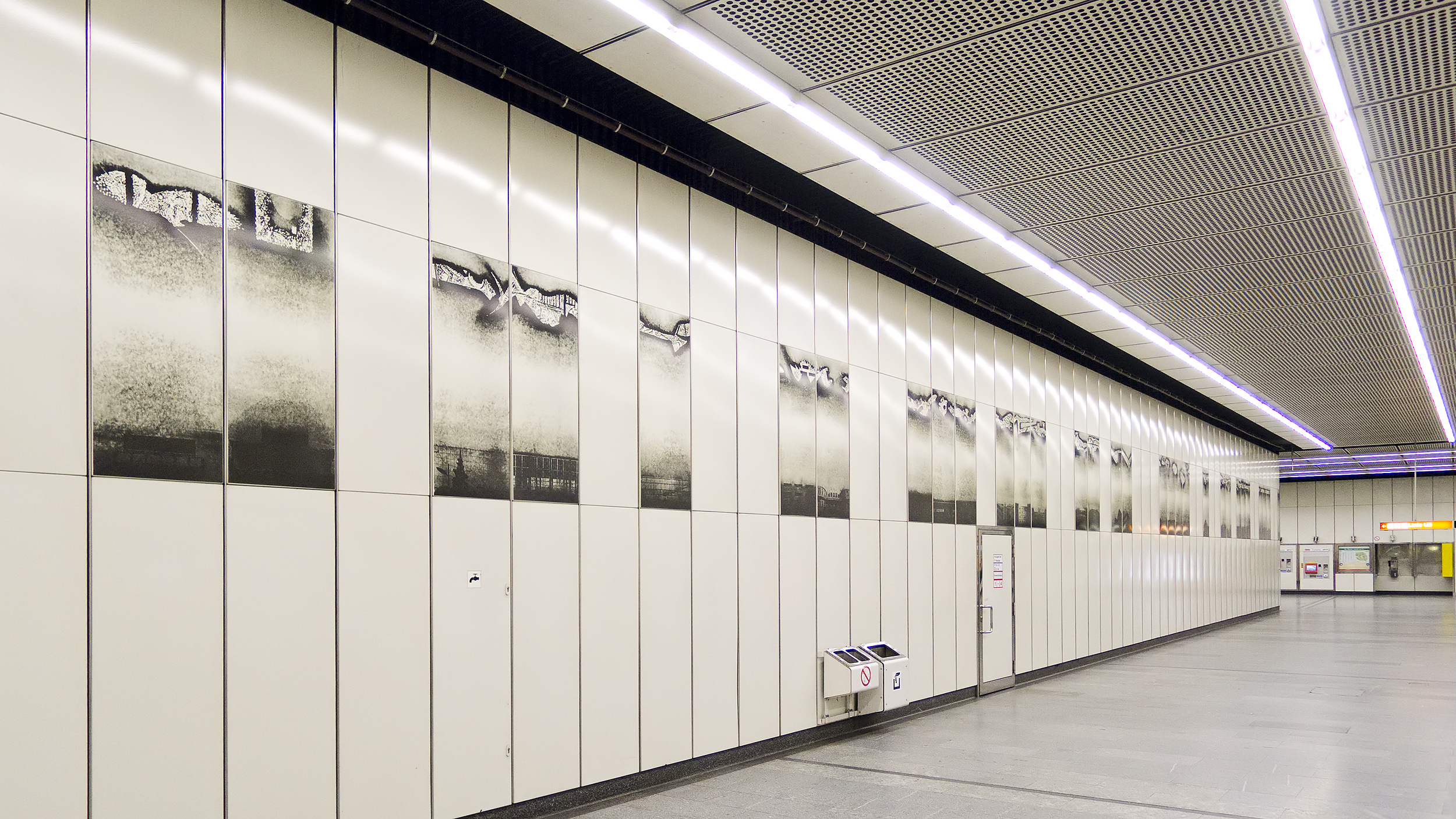
Druckgrafik „übertragung“
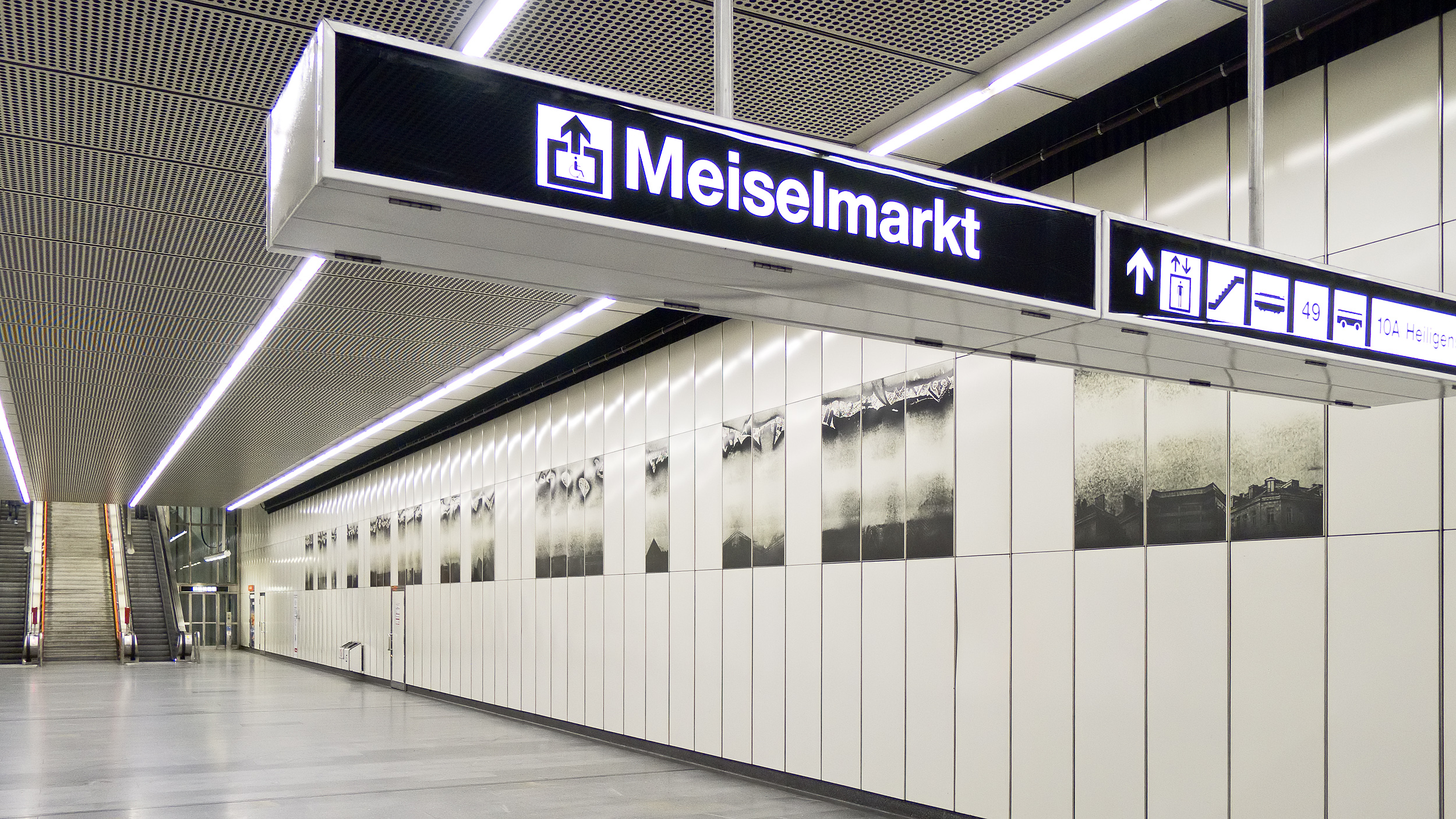
Druckgrafik „übertragung“
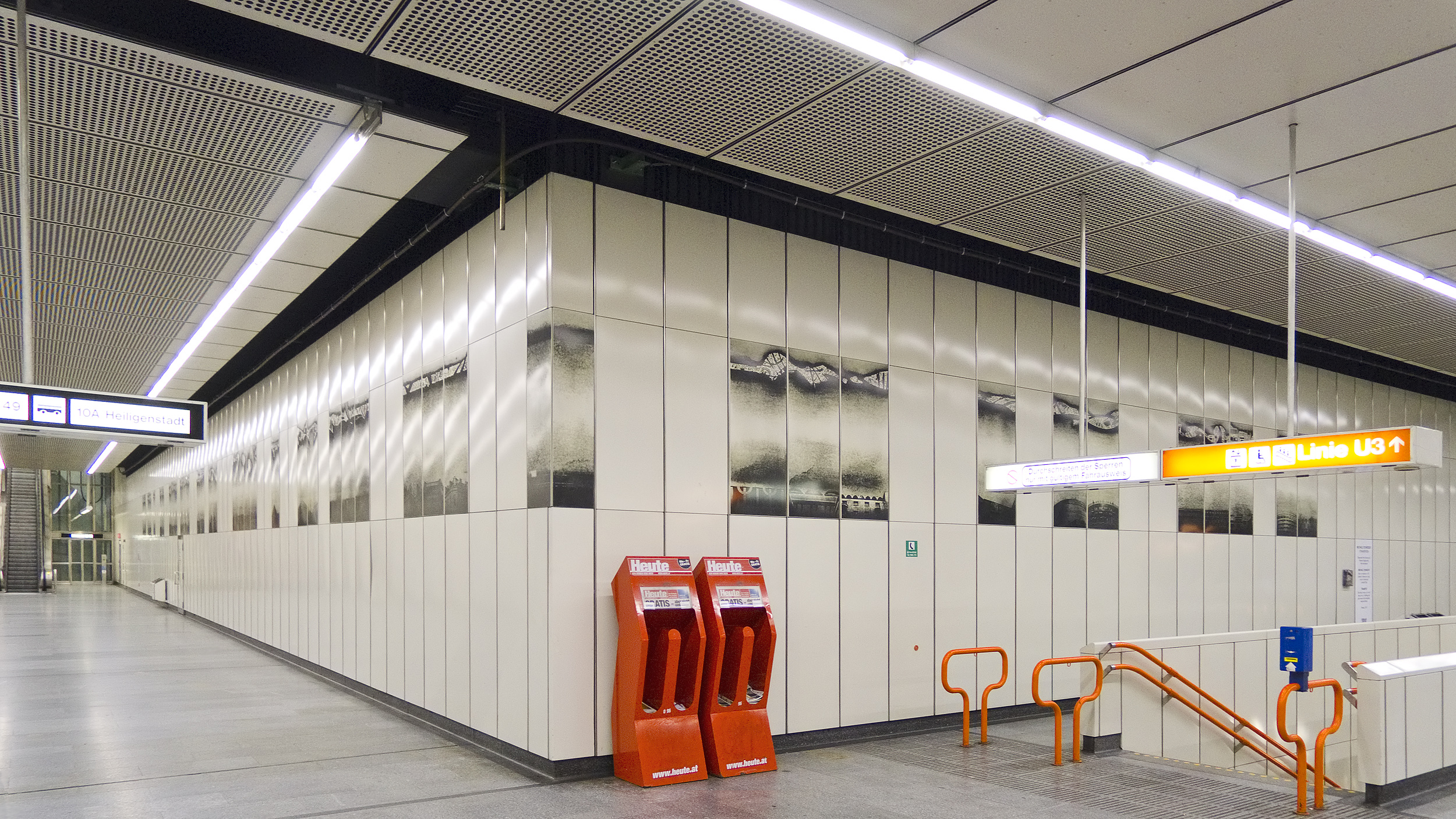
Druckgrafik, Gesamtansicht
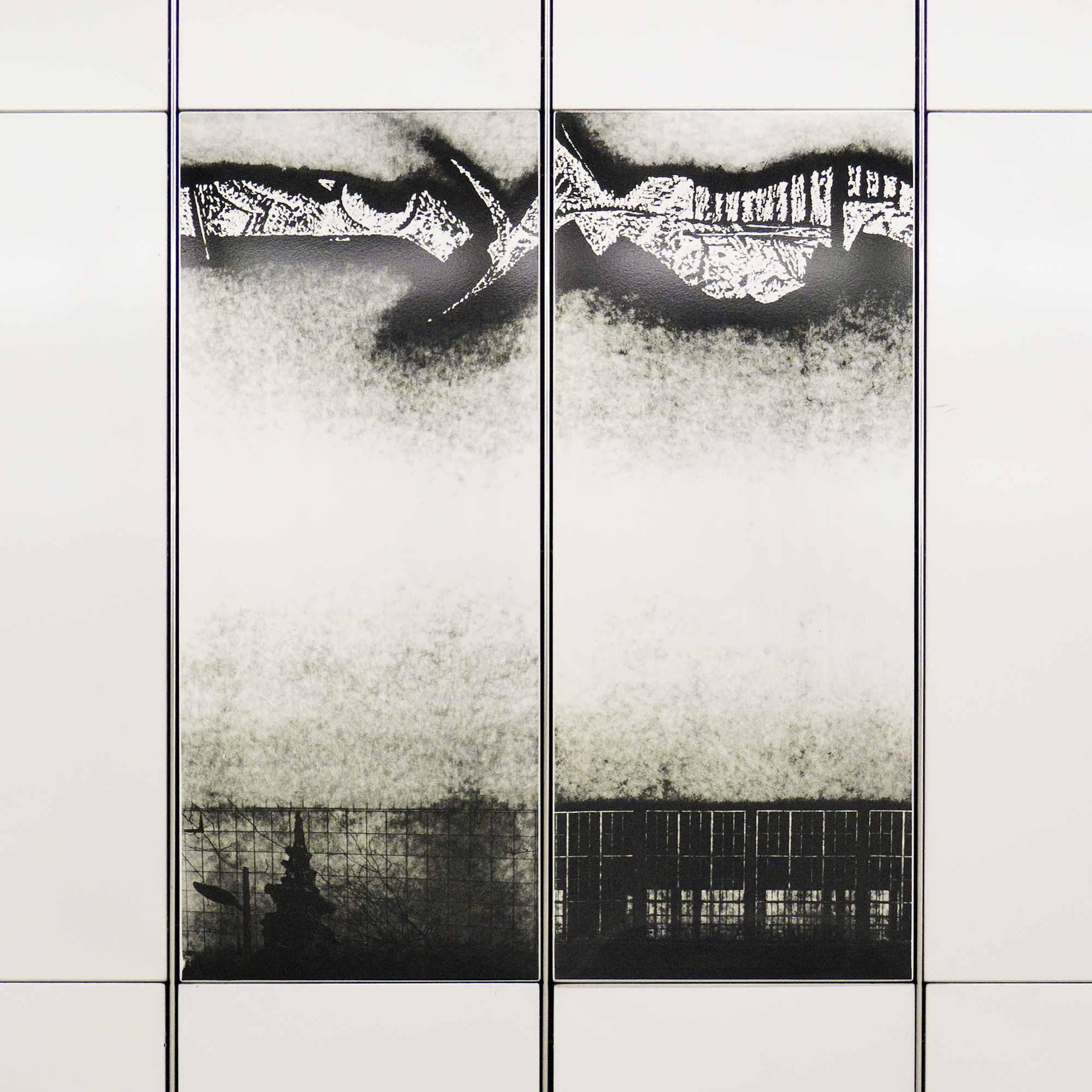
Druckgrafik „übertragung“, Detail
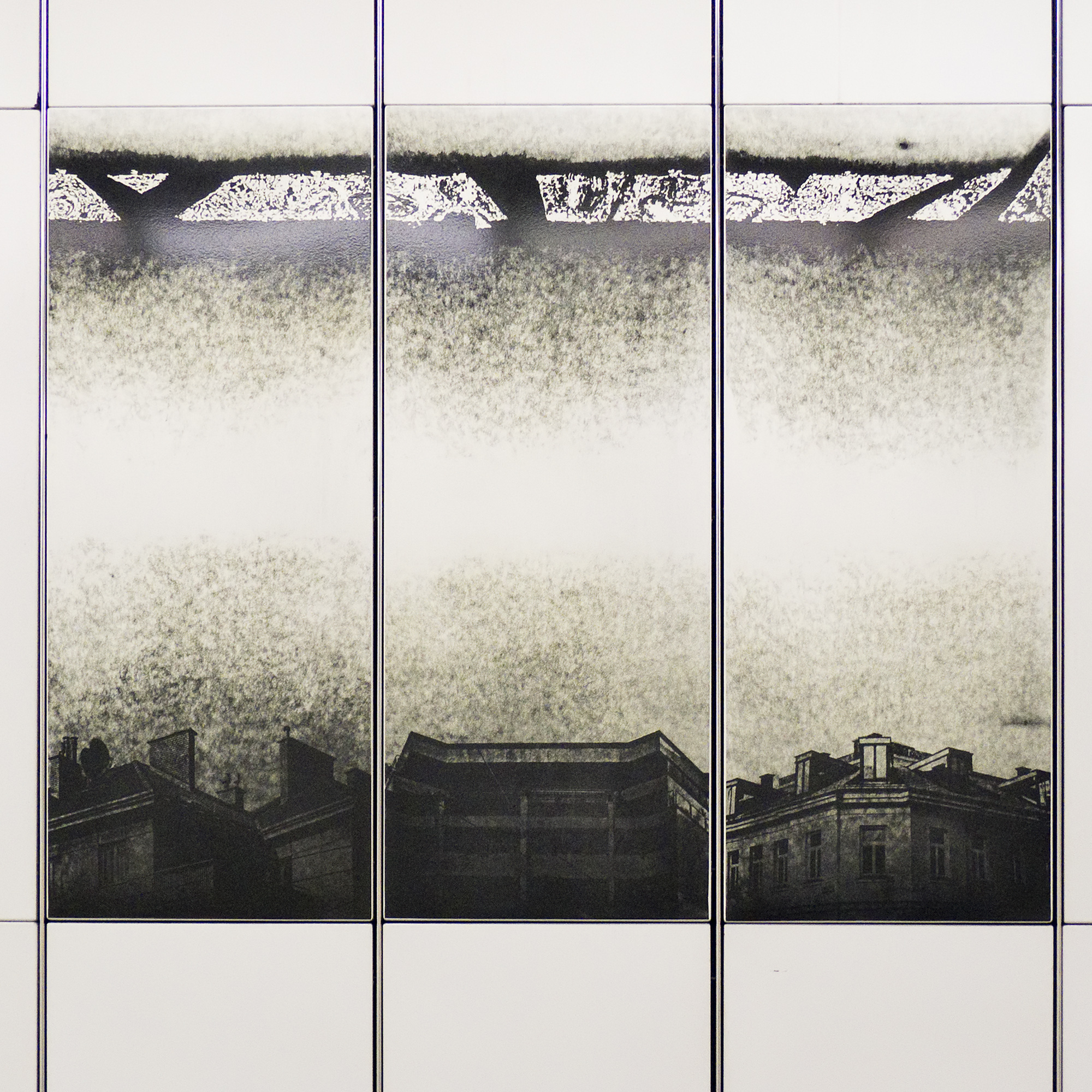
Druckgrafik „übertragung“, Detail
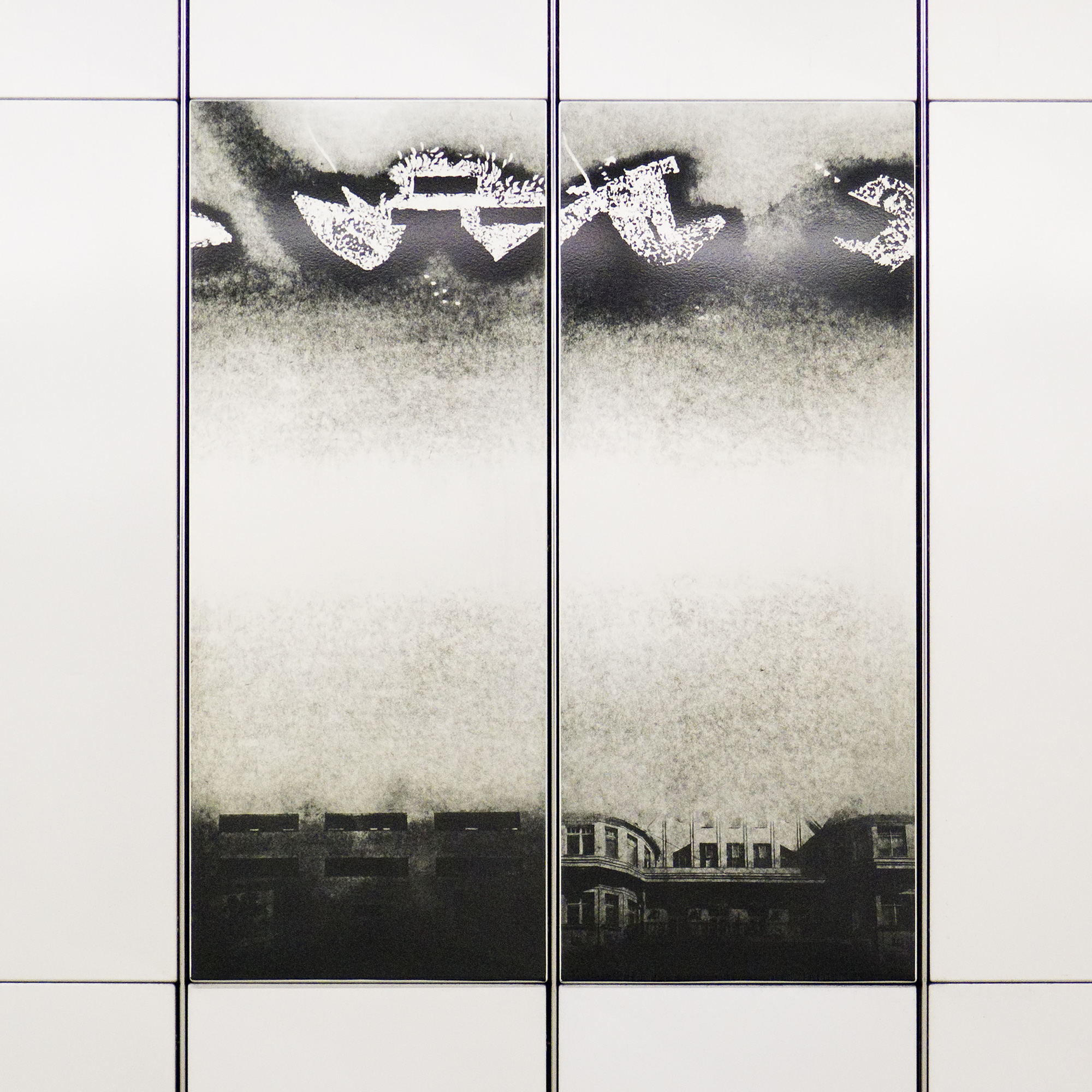
Druckgrafik „übertragung“, Detail
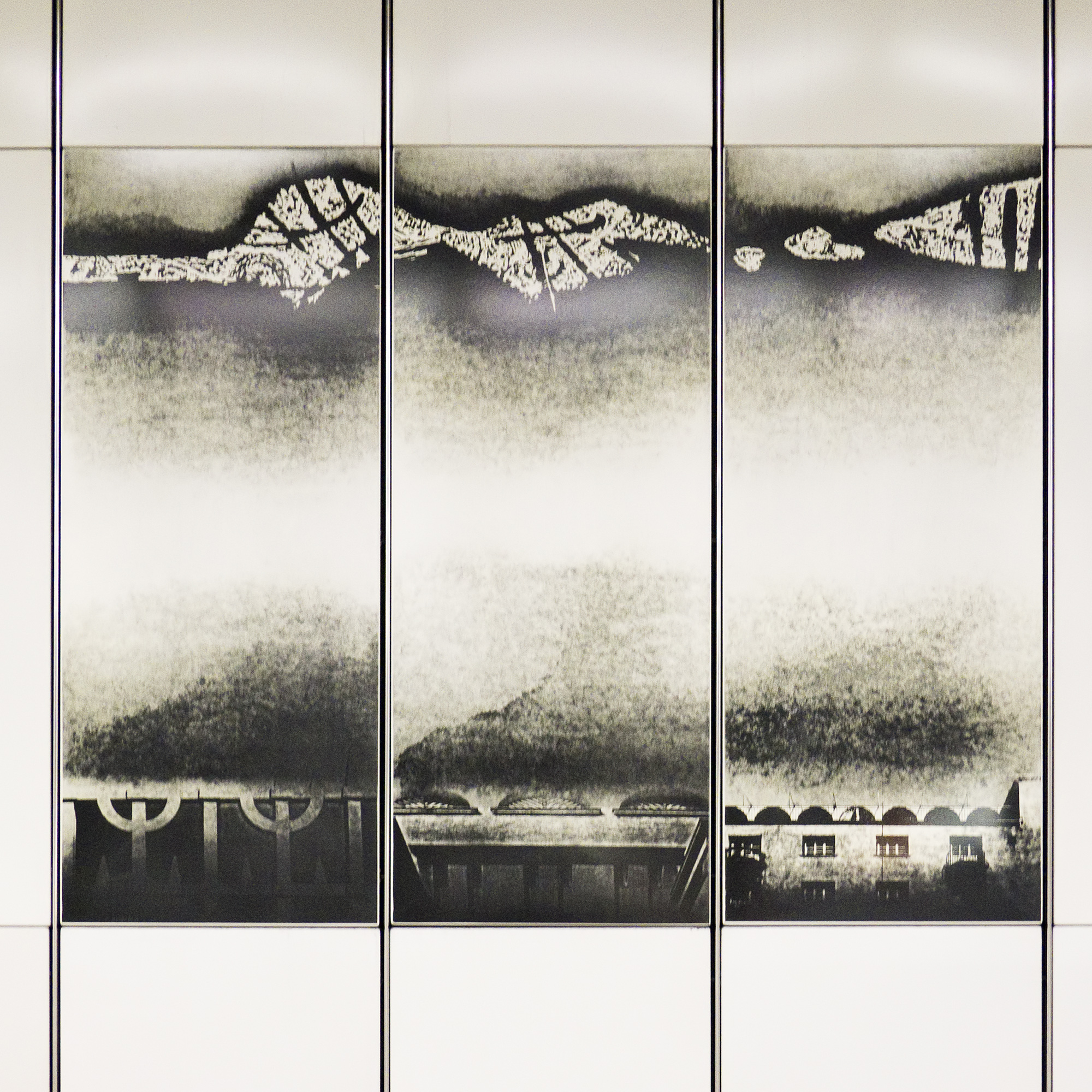
Druckgrafik „übertragung“, Detail
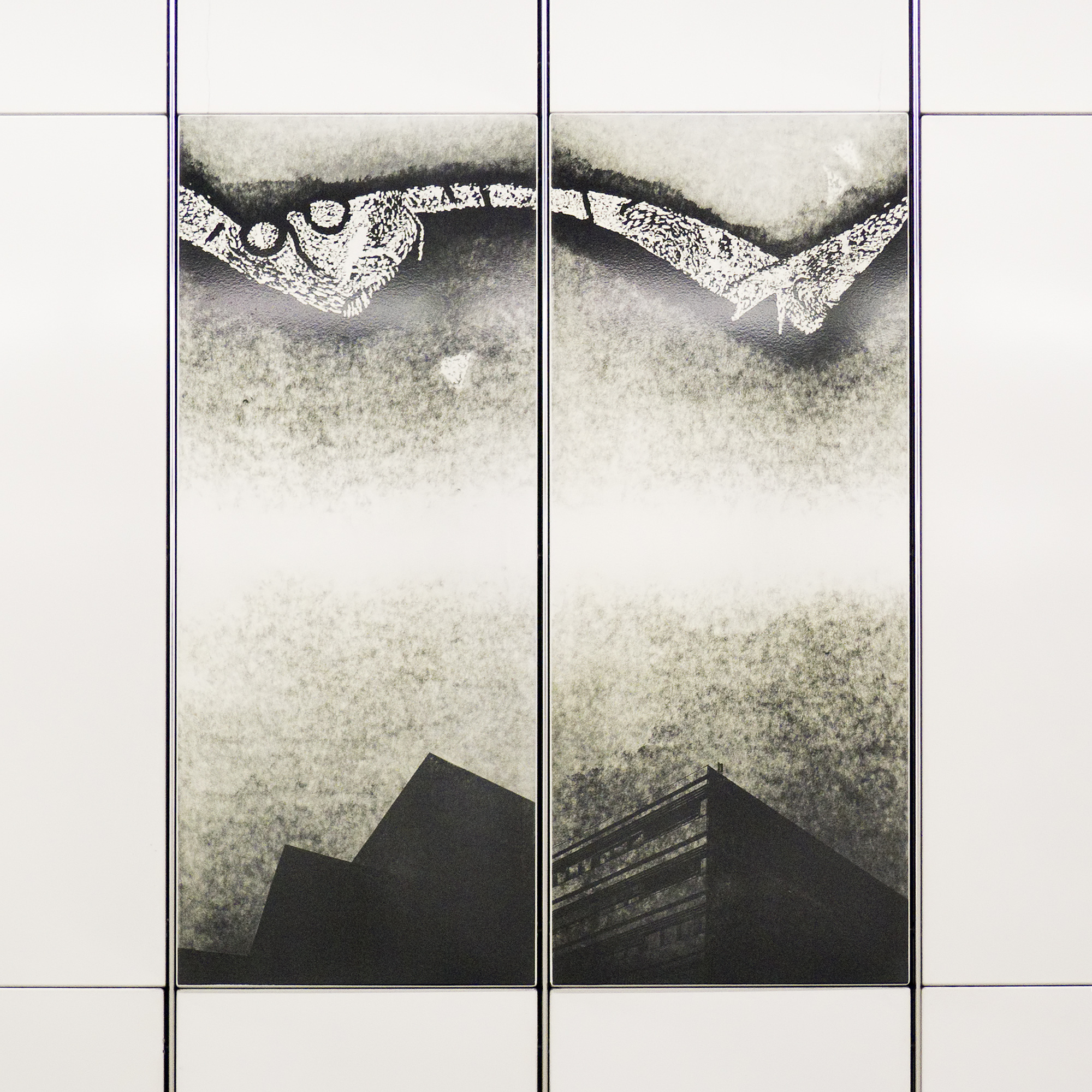
Druckgrafik „übertragung“, Detail